# Фадеев, Андрей Михайлович
Андре́й Миха́йлович Фаде́ев (31 декабря 1789 [10 января 1790], Ямбург — 28 августа [9 сентября] 1867, Тифлис) — саратовский губернатор (1841—1846), позднее высокопоставленный чиновник в Закавказском крае, тайный советник.

## Биография
Прадед Андрея Михайловича, Пётр Михайлович, был капитаном армии Петра Великого, погиб в битве под Полтавой, когда Россия отражала вторжение шведского короля Карла XII. Дед, Илья Петрович, умер от ран, полученных в русско-турецкой войне в конце царствования Анны Иоанновны, а один из братьев, Михаил, был убит в Отечественной войне 1812 года.
Андрей Михайлович Фадеев состоял на службе с 12 лет — с 31 декабря 1802 года; в 17 лет он был уже титулярным советником. С 1814 года служил в Нижегородском губернском правлении. С 1817 по 1834 год он служил управляющим конторой иностранных поселенцев в Екатеринославе. Затем был переведён в Одессу — членом комитета иностранных поселенцев южного края России. Здесь ему приходилось встречаться и, по его собственным заверениям, даже жить в одной комнате с Александром Пушкиным, находившимся в ссылке в Кишинёве. Вот как описывает обстоятельства общения с поэтом Фадеев, который был вхож в дом генерала И. Н. Инзова, опекавшего поэта:
Во время моих приездов в Кишинёв меня помещали в одной комнате с Пушкиным, что для меня было крайне неудобно, потому что я приезжал по делам, имел занятия, вставал и ложился рано спать, а он по целым ночам не спал, писал, возился, декламировал и производил все свои ночные эволюции в комнате, во всей наготе натурального образа. Он подарил мне свои рукописные поэмы, написанные им собственноручно — «Бахчисарайский фонтан» и «Кавказский пленник». Зная любовь моей жены к поэзии, я повёз их ей в Екатеринослав вместо гостинца и в самом деле оказалось, что лучшего подарка сделать не мог. Она пришла от них в такое восхищение, что целую ночь читала и перечитывала их несколько раз, а на другой день объявила, что Пушкин несомненно гениальный великий поэт.
А. М. Фадеев описал много других эпизодов из жизни А. С. Пушкина на юге, тем самым сохранив важную информацию для биографов Пушкина. Известно, что Пушкин во время южной ссылки бывал в кишинёвском и одесском домах Фадеева.
В 1837 году, после Одессы, А. М. Фадеев был назначен на службу в Астрахань, где два года занимал пост главного попечителя кочующих народов[уточнить]. В 1839 году переведён в Саратов на должность управляющего палатой государственных имуществ, по случаю смерти предыдущего управляющего Больвильера.
В 1841 году министр государственных имуществ П. Д. Киселёв предложил А. М. Фадеева Николаю I в качестве саратовского губернатора. 17 апреля 1841 года статский советник А. М. Фадеев вступил в губернаторскую должность.
На своём новом посту Фадеев немало времени потратил на разъезды по саратовским городам и селам. Он составил статистические очерки Саратовской губернии, которые в 1840-х годах были напечатаны в «Журнале министерства государственных имуществ». Губернатор посещал и немецкие колонии, и раскольничьи скиты, и соляные промыслы на Эльтоне. В уездных центрах Андрей Михайлович всегда осматривал больницы, остроги, городские места, полицейские части, суды, учебные заведения. Фадеев вспоминал, что через три недели после вступления в должность было получено Высочайшее поручение об уничтожении раскольничьих монастырей на Иргизе и об обращении их в единоверческие. Подобные попытки делали предыдущие губернаторы, силой пытаясь водворить нужное правительству положение и сталкиваясь с сопротивлением раскольников. Вместо этого Фадеев вёл дипломатические переговоры, и в результате в скором времени три монастыря были обращены в единоверческие.
Также А. М. Фадеев вместо наказаний применял «дипломатические приёмы», когда крестьяне отказывались исполнять указ Правительствующего сената о повсеместном возделывании картофеля. В результате в губернии картофель стал сажаться повсеместно уже через два-три года. Только 24 марта 1848 года он был произведён в действительные статские советники.
Прослужив губернатором почти пять лет, Фадеев приобрёл искреннюю любовь всего населения, всех сословий. В январе 1846 года, однако, ему пришлось оставить губернаторскую должность, попав в немилость к тогдашнему министру внутренних дел, графу Л. А. Перовскому. Через два месяца после отставки Фадеев получил приглашение князя М. С. Воронцова занять должность члена совета Главного управления Закавказского края и, вместе с тем, управляющего местными государственными имуществами.
Оставаясь на службе в Закавказском крае до конца своих дней, 29 мая 1858 года он был произведён в тайные советники. Был награждён орденами Российской империи: Св. Владимира 3-й ст. (1851), Св. Станислава 1-й ст. (1856), Св. Анны 1-й ст. (1860), а за особые заслуги при проведении в Тифлисской губернии крестьянской реформы — награждён орденом Белого Орла (1864) и золотой, бриллиантами украшенной, табакерой (1866).
Умер 28 августа (9 сентября) 1867 года. Похоронен в ограде Спасо-Преображенской церкви в Тифлисе, у подножия Солагской горы.

## Семья
Был женат с 9 февраля 1813 года на княжне Елене Павловне Долгорукой. Елена Павловна свободно говорила на пяти языках, музицировала и хорошо рисовала. Она оставила десятки переплетённых томов со своими рисунками по археологии, нумизматике и ботанике. Гербарии Елены Павловны и её рисунки различных растений были известны многим учёным и вызывали их восхищение. В настоящее время они хранятся в архиве Академии наук. Елена Павловна состояла в научной переписке с немецким учёным Александром Гумбольдтом, английским геологом, основателем Географического общества Родриком Мэрчисоном, шведским ботаником Христианом Стевеном, изучавшим флору и фауну Крыма и Кавказа.
Их дети:
- Елена (1814—1842) — в замужестве Ган; писательница-романистка, мать Елены Петровны Блаватской
- Екатерина (1821—1897) — мать Сергея Юльевича Витте
- Надежда (1829–1919) — активный член Теософского общества
- Ростислав (1824—1883) — военный историк, публицист, генерал-майор

Внуки:
- Сергей Юльевич Витте (1849—1915) — граф, русский государственный деятель
- Леонид Петрович Ган (1840—1885) — мировой судья и присяжный поверенный в Ставрополе
- Вера Петровна Желиховская (1835—1896) — писательница
- Елена Петровна Блаватская (1831—1891) — философ.

В 1842 году умерла старшая дочь Фадеева — Елена Андреевна Ган, и Андрей Михайлович с женой Еленой Павловной забрали внуков (Леонида, Веру и Елену) к себе на воспитание.

## Сочинения
- Воспоминания Андрея Михайловича Фадеева: В 2-х ч. — Одесса, 1897. — 231, 256 с.
  - Современное изд. Воспоминания. 1790—1867. — М.: Кучково поле, 2018. — 576 с. — ISBN 978-5-9950-0788-3